# Camden (Delaware)
Camden é uma vila localizada no estado americano de Delaware, no condado de Kent.

## Geografia
De acordo com o United States Census Bureau, a cidade tem uma área de 9,6 km², onde todos os 9,6 km² estão cobertos por terra.

### Localidades na vizinhança
O diagrama seguinte representa as localidades num raio de 8 km ao redor de Camden. 

## Demografia
Segundo o censo nacional de 2010, a sua população é de 3 464 habitantes e sua densidade populacional é de 361,5 hab/km². Possui 1 463 residências, que resulta em uma densidade de 152,7 residências/km².